# Skóre

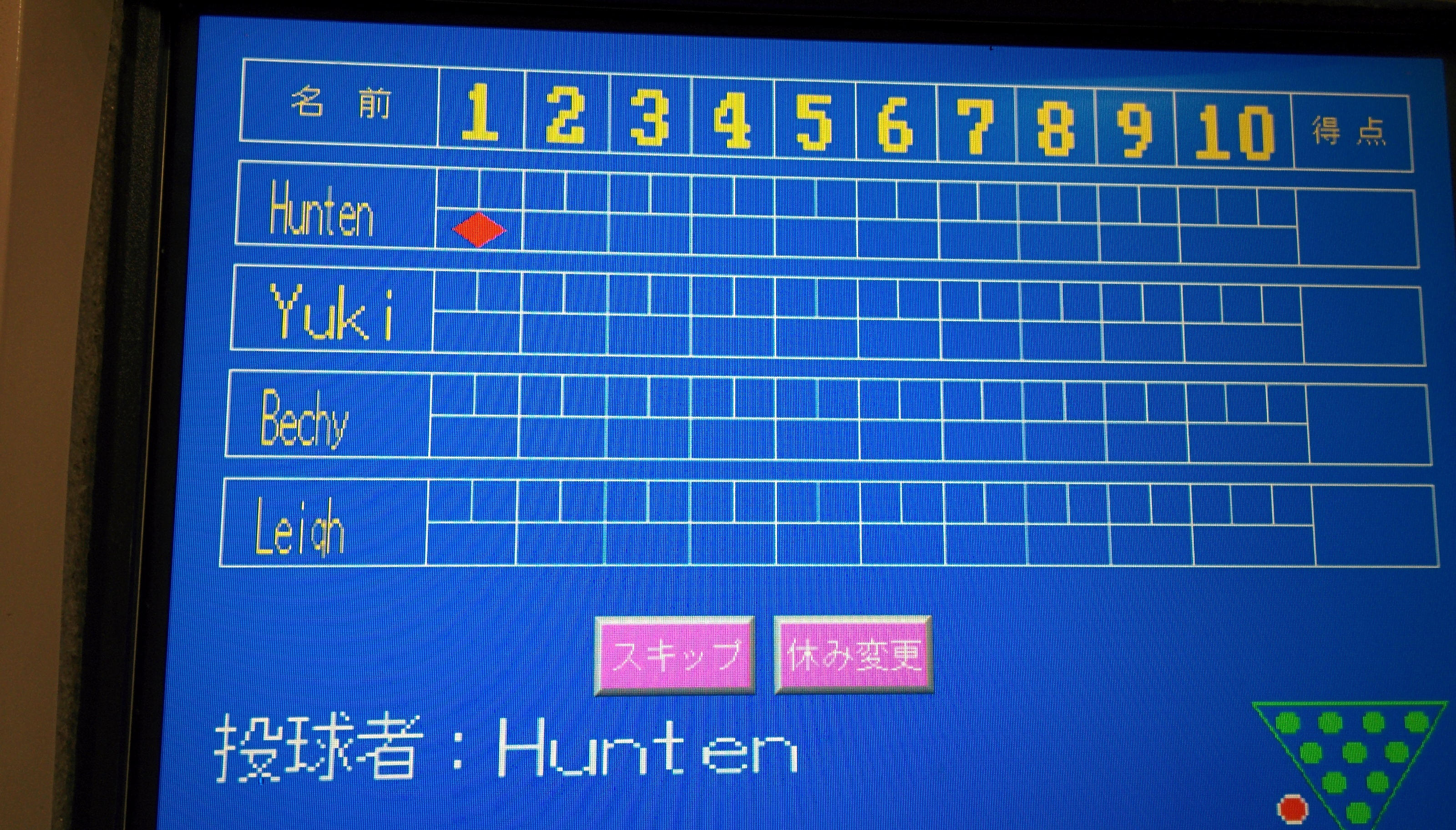
Skóre při bowlingu

Skóre je číselně vyjádřený vzájemný poměr branek nebo bodů dosažených v nějakém sportovním klání či utkání. Pojem je nejčastěji užíván v oblasti kolektivních sportů a míčových her. Konečné skóre je pak závěrečný výsledek nějakého utkání nebo sportovního klání.
Na stadionech bývá skóre zobrazováno na specializovaném ukazateli, který může mít jednoduché mechanické provedení nebo se může jednat o nějakou formu elektronického zobrazení.

## Konvence zobrazování
obvykle DOMÁCÍ (vlevo) : HOSTÉ (vpravo)

## Přenesený význam slova
Slovo se občas používá i v přeneseném významu jakožto synonymum pro nějakou bezrozměrnou veličinu, kde nahrazuje například slovo index nebo kvocient i v mimosportovních oblastech života – viz například skóre grafu (v matematice), Karnofského skóre (v medicíně) nebo standardizované skóre (ve statistice, psychologii a sociálních vědách).